# الفریده برونینگ
الفریده برونینگ (انگلیسی: Elfriede Brüning; ۸ نوامبر ۱۹۱۰ – ۵ اوت ۲۰۱۴) نویسنده، روزنامه‌نگار، و فیلم‌نامه‌نویس کمونیست اهل آلمان بود.